# Colleville
Colleville är en kommun i departementet Seine-Maritime i regionen Normandie i norra Frankrike. Kommunen ligger i kantonen Valmont som tillhör arrondissementet Le Havre. År 2022 hade Colleville 766 invånare.

## Befolkningsutveckling
Antalet invånare i kommunen Colleville
| Referens: INSEE |